# Manu Koné
Emmanuel "Manu" Kouadio Koné , född 17 maj 2001 i Colombes, är en fransk fotbollsspelare.

## Karriär
Manu Koné inledde sin seniorkarriär i Toulouse B-lag år 2018. Han debuterade i dess A-lag 2019. Sedan 2021 spelar han i Borussia Mönchengladbach varifrån han sedan 2024 är utlånad till Roma. Han har representerat Frankrike på olika ungdomsnivåer sedan 2018. Vid olympiska sommarspelen 2024 i Paris ingick han i det franska laget som tog silver efter att ha förlorat finalen mot Spanien.